# Сибинкич, Бора
Бо́ра Сиби́нкич (серб. Бора Сибинкић / Bora Sibinkić; 20 июня 1978, Нови-Сад) — сербский гребец-байдарочник, выступал за сборную Сербии во второй половине 2000-х годов. Чемпион Европы и мира, участник и призёр многих международных регат, многократный победитель регат национального значения.

## Биография
Бора Сибинкич родился 20 июня 1978 года в городе Нови-Сад автономного края Воеводина, Югославия. Активно заниматься греблей начал в возрасте десяти лет, сначала проходил подготовку в местном каноэ-клубе «Лиман», позже присоединился к гребному клубу «Воеводина». Тренировался вместе со старшим братом Петром Сибинкичем, который тоже стал довольно известным гребцом, в частности участвовал в Олимпийских играх 1996 и 2000 годов.
Первого серьёзного успеха на взрослом международном уровне Бора добился в сезоне 2006 года, когда вошёл в основной состав сербской национальной сборной и присоединился к четырёхместному экипажу, куда также вошли гребцы Огнен Филипович, Драган Зорич и Милан Дженадич. После удачного выступления на национальном чемпионате удостоился права защищать честь страны на чемпионате мира в венгерском Сегеде — на дистанции 200 метров их четвёрка обогнала всех соперников, и таким образом сербский экипаж одержал победу.
В 2007 году Бора Сибинкич с тем же составом в той же дисциплине одержал победу на чемпионате Европы в испанской Понтеведре и выиграл серебряную медаль на мировом первенстве в немецком Дуйсбурге, уступив на финише только титулованному экипажу из Венгрии. В 2008 году добавил в послужной список награду серебряного достоинства, полученную на европейском первенстве в Милане опять же в зачёте четырёхместных байдарок на дистанции 200 метров — в финале их обошёл только экипаж из Белоруссии. Пытался пройти отбор на летние Олимпийские игры Пекине, но не смог этого сделать, так как его основная дисциплина K-4 200 м не входила в олимпийскую программу, а в других дисциплинах была слишком высокая конкуренция.